# Magna Steyr
Magna Steyr Fahrzeugtechnik AG é uma montadora de veículos com sede em Graz, Áustria. É subsidiária da empresa canadense Magna International e anteriormente pertenceu ao conglomerado Steyr-Daimler-Puch.

## Modelos produzidos no passado
- Audi
- BMW E83 X3 (2003 - 2010)
- Fiat
- Jeep Grand Cherokee (1994 – 1998)
- Mercedes-Benz Classe M
- Volkswagen Golf Country (1990 - 1991)
- Volkswagen Transporter Syncro (1984 - 1992)
- Peugeot RCZ

## Modelos produzidos atualmente
- Jaguar E-Pace
- Jaguar I-Pace
- BMW 5 Series
- BMW Z4
- Mercedes-Benz Classe G
- Toyota GR Supra